# John Cooper (Ingenieur)
John Cooper CBE (* 17. Juli 1923 in Kingston upon Thames, Surrey; † 24. Dezember 2000) war ein britischer Automobil-Konstrukteur und Nachkriegs-Rennfahrer, der auch erfolgreiche Rennwagen baute.
1946 gründete er zusammen mit seinem Vater Charles die Cooper Car Company, die sich schon bald zu einem erfolgreichen Formel-3- und Formel-2-Rennwagenproduzenten entwickelte.
Einige Jahre später war sein größter Einfluss auf die Formel 1 die Konstruktion des Mittelmotorwagens, bei dem der Motor nicht wie damals üblich vor dem Fahrer, sondern hinter ihm platziert wurde. Die ersten Siege feierte der Cooper in der Saison 1958, in den Jahren 1959 und 1960 wurde Jack Brabham auf Cooper sogar Weltmeister.
Bis Ende der 1960er-Jahre fuhren die Autos von John Cooper Formel-1-Rennen, zu den bekanntesten Cooper-Piloten neben Jack Brabham zählten Stirling Moss, Bruce McLaren und Jochen Rindt. 1965 verkaufte John Cooper sein Formel-1-Team.
John Cooper baute aber nicht nur Formel-1-Autos, ebenso erfolgreich war er mit dem Tuning des Mini, der in den 1960ern als Mini Cooper in Rallyes erfolgreich war und zum Kultauto wurde.
John Cooper starb im Jahr 2000 77-jährig an Krebs.
| Personendaten    | Personendaten                |
| ---------------- | ---------------------------- |
| NAME             | Cooper, John                 |
| KURZBESCHREIBUNG | britischer Autokonstrukteur  |
| GEBURTSDATUM     | 17. Juli 1923                |
| GEBURTSORT       | Kingston upon Thames, Surrey |
| STERBEDATUM      | 24. Dezember 2000            |